# Байн-Цаган
Байн-Цага́н (рос. Байн-Цаган) — село у складі Ононського району Забайкальського краю, Росія. Входить до складу Буйлесанського сільського поселення.

## Населення
Населення — 53 особи (2010; 101 у 2002).
Національний склад (станом на 2002 рік):
- росіяни — 90 %